# Diarra (Mali)
Pour les articles homonymes, voir Diarra.
Diarra (ou Dianrra) est une commune rurale malienne, située dans le pays de la Kinguis, de l'arrondissement central de Troungoumbé, le cercle de Troungoumbé et la région de Nioro du Sahel.

## Histoire
En 2023, la commune est soustraite du cercle de Nioro et rejoint le cercle de Troungoumbé.

## Villages
La commune s'étend sur six localités relevées lors du recensement général de 2009. 
Les villages les plus peuplés sont :
- Diarrah (2 622 habitants) ;
- Domboné (1 518 habitants) ;
- Niamy (1 092 habitants).